# Gabelle du sel

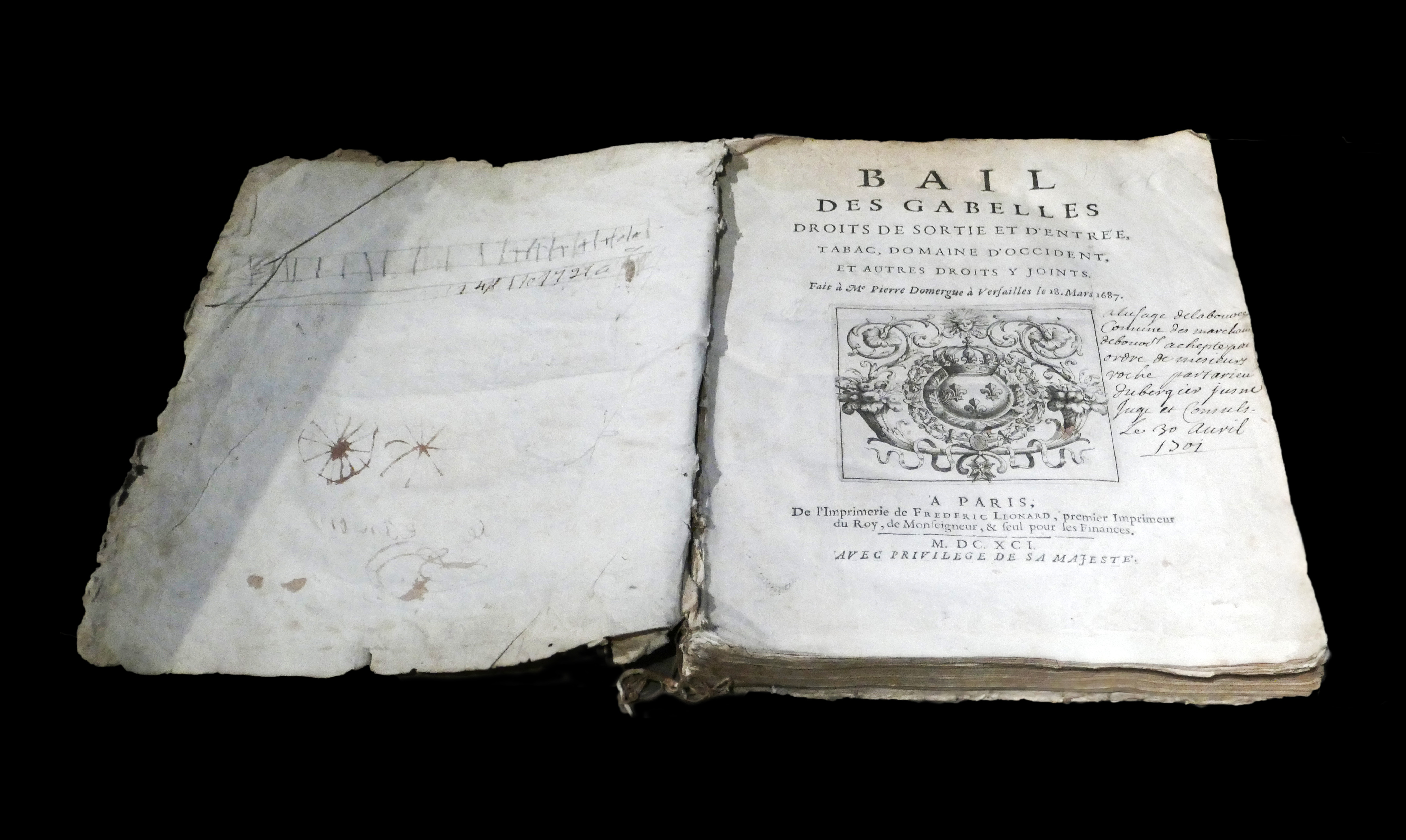
Bail des gabelles (1687).

La gabelle est un impôt sur le sel ayant existé au Moyen Âge et à l'époque moderne en France, en Suisse, en Savoie et en Lorraine. Des taxes similaires étaient également perçues en Chine, au Japon et en Inde britannique.
C'était alors en France l'une des aides ou taxes indirectes. Les gabelous se chargeaient de la récolte de la gabelle.

## Étymologie
Le substantif féminin,,, gabelle a été emprunté — peut-être par l'intermédiaire de l'occitan gabela — à l'italien gabella,, qui aurait été lui-même emprunté à l'arabe qabāla,. Le mot désignait à l'origine un impôt indirect, prélevé notamment sur des articles de la production industrielle ou agricole en France durant le Moyen Âge et l'Ancien Régime (gabelle des vins, des draps, du blé). À partir de 1342, le terme est réservé au sel.

## Principe

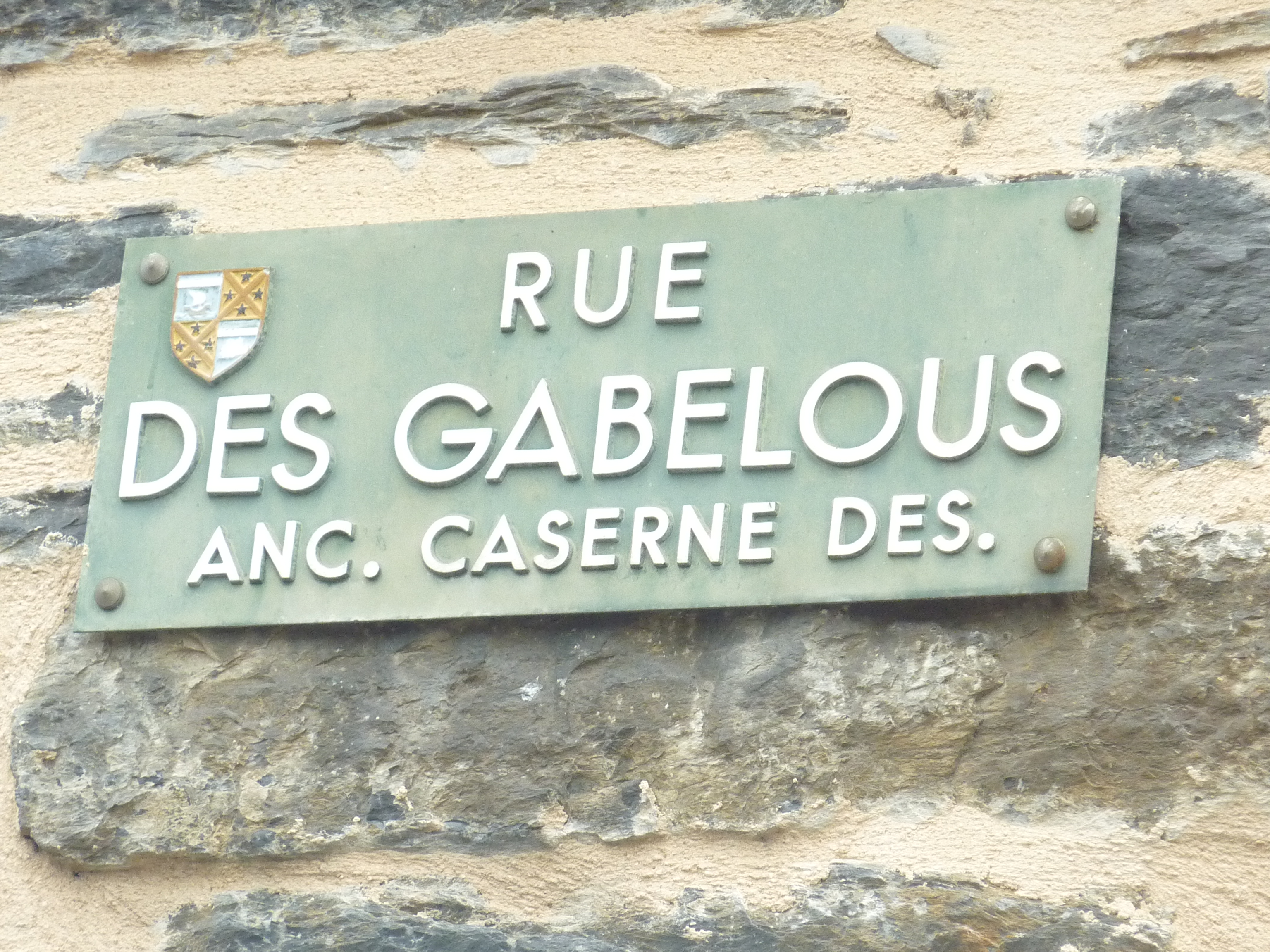
Guipry : la plaque de rue de la Rue des Gabelous (ancienne caserne des Gabelous).

Le principe général est le suivant : le sel fait l'objet d'un monopole royal. Il est entreposé dans des greniers à sel, où la population l'achète taxé et au détail. La gabelle représente, à l'époque moderne, environ 6 % des revenus royaux.
Le sel fut longtemps le seul moyen de conserver les aliments et était donc une denrée de première nécessité. Avec le sel, on fabriquait des salaisons et l'on séchait poissons et viandes. Il était également un élément nutritif indispensable pour le bétail. Enfin, il fut sous l'Ancien Régime utilisé comme monnaie d'échange et il possédait même une fonction de salaire, dont on retrouve le sens étymologique dans salarium en latin qui signifiait « ration de sel » puis, par extension, la pratique du traitement, du salaire à l'époque romaine.

## Histoire

### France
Cette redevance existait à l'époque romaine. Elle semble n'être apparue dans le royaume de France que sous les Capétiens. On trouve une première mention sous le règne de Louis IX, en 1246, dans les privilèges et coutumes qu'il donne à Aigues-Mortes : Sed neque Gabellæ Salis, seu alterius mercimonii possint ibi fieri contra homines villæ. Philippe VI de Valois confirme ce privilège de non-imposition du sel à Aigues-Mortes dans des lettres de février 1350. On peut en déduire que cet impôt était alors connu. Charles d'Anjou, frère de Louis IX avait établi une gabelle sur le sel dans ses domaines d'outre-Rhône, en terre d'Empire, mais Charles d'Anjou n'a fait que reprendre des dispositions adoptées par les comtes de Provence de la maison de Barcelone qui s'étaient attribué le monopole du commerce du sel,. Le roi de France, avant l'établissement de la gabelle du sel, possédait le salin de Carcassonne et avait acheté le salin bien plus important de Peccais près d'Aigues-Mortes.
Sous Philippe le Bel (1268-1314) le sel se vendait librement à Paris. Il en est de même sous Louis le Hutin (1289-1316) comme le montre une ordonnance datée du 25 septembre 1315 qui tente de lutter contre la hausse des prix du sel. L'ordonnance autorise certains représentants du roi à perquisitionner les lieux privés et à mettre en vente le sel accumulé au juste prix. Herbert S. Foxwell suppose que cette possibilité de s'enrichir par la vente du sel a donné au roi l'idée de faire la vente du sel à son profit car dans son ordonnance du 25 février 1318, Philippe V le Long déclare que cette imposition de gabelle « moult déplaisant au peuple » ne serait pas perpétuelle. Du Cange écrit dans son article Gabella salis que, dans une ordonnance de Philippe VI de 1331, il est écrit que pour subvenir aux frais de la guerre, il établit dans tout le royaume des greniers à sel dont les juges sont nommés souverains-commissaires, conducteurs et exécuteurs des greniers et gabelles.
L'ordonnance de Philippe VI de Valois du 15 février 1345 reprend les termes de celle de 1318 et peut être considérée comme un renouvellement. Les guerres continuelles soutenues par Philippe VI l'ont amené à augmenter cette imposition. C'est ce qu'il exprime dans l'ordonnance du 20 mars 1342. Cette ordonnance prévoit un premier établissement de greniers et une ébauche d'administration financière spéciale aux gabelles et aux greniers. Cet impôt ne change alors rien à la liberté de commerce du sel, ce que confirme le règlement pour la police générale du royaume fait par Jean II le Bon le 30 janvier 1350 dans lequel le sel est soumis aux mêmes lois que les autres denrées. Pour soutenir la guerre contre les Anglais, le roi fait réunir les États de langue d'oïl et coutumiers en 1355. Une ordonnance du 28 décembre 1355 arrête que, pour soutenir les frais de l'armée, il est imposé dans tout le pays coutumier, sur le sel, une gabelle levée suivant certaines instructions dressées à ce sujet. En mars 1356, le roi rend une ordonnance indiquant qu'après avoir réuni les États de langue d'oïl, du pays coutumier et deçà de la rivière de Dordogne pour avoir conseil sur le fait des guerres et des mises nécessaires, la majorité des personnes des trois États avaient accepté une imposition de huit deniers pour livre et la gabelle du sel, mais si ces aides étaient insuffisantes et désagréables au peuple, les États avaient décidé de se réunir en mars 1356. Ayant constaté que ces aides n'étaient pas suffisantes et la gabelle n'était pas agréable, ils ont accepté d'accorder une aide au roi mais en supprimant la gabelle. Cependant, pendant l'emprisonnement du roi à Londres, les États se sont réunis à Compiègne en mai 1358 et ont voté une seconde augmentation du prix du sel. Il est alors décidé que des greniers doivent être établis dans les bonnes villes du royaume, que le roi achète le sel aux marchands et que les grenetiers le revendent pour le compte du roi un cinquième de plus. Les lettres patentes de Charles V le Sage, alors régent du royaume, du 9 août 1359 confirment l'établissement de ces greniers à sel et la levée de la gabelle du sel. L'ordonnance d'octobre 1359 fixe le prix du sel. Les États des sénéchaussées de Beaucaire et de Nîmes ont accordé au roi un droit de gabelle qui devait finir en avril 1363, mais le 20 avril, le roi a pris une ordonnance pour continuer à percevoir cette gabelle. Le droit de gabelle n'est payé qu'une seule fois, on est ensuite libre de vendre le sel. Ceux qui avaient payé la gabelle recevaient une quittance pour en attester. Face aux plaintes exprimées par les États tenus à Compiègne en 1366 ou 1367, le roi rend une déclaration le 19 juillet 1367 réduisant de moitié la gabelle. La gabelle est établie en Languedoc en 1367 mais pas en Dauphiné. Pour réprimer les fraudes qui en résultaient, Charles V donne des lettres patentes le 15 mai 1367 imposant la gabelle au sel qui sort du Dauphiné. Bien que la gabelle du sel n'a été prévue que pour un temps, elle a continué à être prélevée.
Au XIVe siècle, les plaintes commencent, elles ne cesseront plus. « En ce mois de mars 1343, dit le continuateur de Nangis, notre roy Philippe mit sur le sel une exaction dite gabelle, d’où il acquit la male grâce du peuple ». À la même époque (1342), sont créés les Greniers à sel, tribunaux chargés de juger toutes les contraventions relatives à la gabelle et dont les appels, plus tard, durent être portés devant la cour des aides. En 1343, par ordonnance du roi, le sel devient un monopole d'État. Taxe modeste d'abord, de deux deniers par minot, elle est déjà de huit sous pendant le règne de Charles V et l’impôt, malgré de solennelles promesses, devient permanent.
L'histoire de la gabelle jusqu'en 1661 a été divisée en trois étapes par Eugène-Pierre Beaulieu :
- de 1342 à 1547 : le sel est soumis à une taxe, variant dans le temps et les provinces, mais son commerce est libre, au moins en principe. La vente en gros est monopolisée par le roi. Les vendeurs au détail, ou regrattiers, doivent le lui acheter. Après la mort de Charles V, l'organisation qu'il a réussi à mettre dans les revenus de la couronne va disparaître, entre 1383 et 1435. Charles VII a remis en place l'organisation de la gabelle, de la taille et des aides ;
- par les lettres patentes du 4 janvier 1547, l'État se réserve le monopole de la vente du sel dans des greniers, mais n'exerce pas lui-même la vente, il s'en dessaisit au profit de marchands adjudicataires qui la prennent à bail après enchères. Les baux sont consentis pour dix ans pour au moins un grenier et au plus trois. Cela concerne l'outre-Seine et la Bourgogne. Rien n'est modifié dans le Midi. Pour l'ouest et le sud-ouest, François Ier et Henri II vont y introduire progressivement la gabelle au prix de révoltes réprimées durement, comme la jacquerie des Pitauds. Dès 1559, les marchands adjudicataires vont tenter de se réunir. Cela aboutit en 1578 avec la ferme générale des droits de gabelle ;
- vers 1598 s'ouvre la troisième période, Sully va opérer la réunion des droits de gabelle et de « fournissement des greniers » qui est un monopole. Ils sont affermés dans les pays de gabelles. La ferme générale des grandes gabelles est cédée par le bail du 3 décembre 1598 à la compagnie dont Claude Josse est le prête-nom.

La gabelle est abolie par l'Assemblée nationale constituante le 1er décembre 1790, c'est Prieur de la Marne qui présente le rapport de suppression. Mais l’impôt sur le sel réapparut néanmoins en 1806, sous Napoléon Ier. Sous la IIe République, le gouvernement provisoire supprime l'impôt sur le sel par un décret du 15 avril 1848,. Mais, par la loi du 28 décembre 1848, l'Assemblée nationale abroge le décret avant qu'il n'entre en vigueur,. Le Second Empire puis la IIIe République le maintiennent. Sous la IVe République, l'Assemblée constituante le supprime par la loi du 31 décembre 1945,,,,.
Au XXIe siècle, le sel est soumis à la même taxe sur la valeur ajoutée que la plupart des autres produits alimentaires, au taux de 5,5 %.

### Autres pays
Le monopole du sel, la gabelle ou des institutions très proches ont existé en Chine, au Japon, dans les Indes britanniques, dans le duché de Lorraine, les États de Savoie et en Suisse.
Voir aussi : Histoire du sel#Taxations, traités et guerres du sel

## Recouvrement

### Affermage
Comme pour beaucoup de taxes et impôts royaux, la gabelle est souvent « affermée », c'est-à-dire confiée à des intermédiaires (les fermiers) qui avancent son produit au roi, à charge pour eux de recouvrer les sommes dues par la population.
En 1653, six fermes subsistaient : gabelles de France, gabelles de Languedoc et Lyonnais, gabelles de Dauphiné, Provence et douane de Valence, gabelles de Lorraine, gabelle des trente-cinq sols de Brouage et gabelle des crues d'Iguerande.
En 1667, les fermes du sud du royaume sont réorganisées et divisées en deux fermes : celles des gabelles de Lyonnais, Dauphiné et Provence et celles des gabelles de Languedoc, Roussillon et Cerdagne. En 1668, la ferme des gabelles de France est unie aux cinq Grosses fermes, aux aides et aux entrées, l'ensemble formant les Fermes unies.
En 1682, la ferme des gabelles de Lyonnais, Dauphiné et Provence est rattachée aux Fermes unies. En 1685, la ferme des gabelles de Languedoc, Roussillon et Cerdagne leur est, à son tour, rattachée.
Colbert confie le recouvrement de l'impôt sur le sel, affermé depuis 1678, à une compagnie de traitants : La Ferme ou Gabelle, souvent aussi intitulée Ferme du Roi. Il crée un seul et unique établissement financier en remplaçant les greniers à sel. Dans chaque province des fermiers généraux, dirigeant les gabelous (employés contrôleurs), administrent leur circonscription. La Ferme paie au Roi une somme fixe et se rembourse ensuite sur les sujets comme bon lui semble, même si la rémunération du fermier est en principe réglementée. Pour tirer le maximum de profit, la ferme multiplie les visites domiciliaires et utilise tous les moyens pour parvenir à ses fins.
Au début du XVIIIe siècle, on compte 253 greniers dans l'ensemble des régions de grande gabelle dont 110 le long de la Loire. En 1788, la gabelle représente près de la moitié des revenus de la Ferme générale.
Les gabeleurs ou gabelous, en bas-mainiot les « gabeleux », étaient les commis de la ferme. Ils étaient notamment chargés de recouvrer la gabelle.

### Sel de devoir
Dans les pays de « grande gabelle », le contribuable n'est pas libre d'acheter la quantité de sel qui lui convient : la Ferme fixe ce qui doit lui être acheté. Cette quantité minimale s'appelle le « Sel de devoir pour le pot et la salière ».

### Privilège de franc-salé
Les officiers et les établissements charitables jouissent du droit de « franc-salé » et achètent le sel sans taxe. Ils peuvent même recevoir la valeur en argent du sel qu'ils ne veulent pas utiliser. Necker, dans son ouvrage sur les finances de la France de 1784 tome 2, note aussi les Francs-salés : c'est le nom que l'on donne aux distributions de sel de la part du roi aux personnes qui occupent de grandes places ou charges distinguées dans la magistrature : distribution gratuite ou à un prix inférieur au cours.
Sont concernés :
- les officiers royaux et de cours souveraines, nobles, ecclésiastiques (franc-salés d'attribution) ;
- des institutions comme les communautés religieuses et les hôpitaux (franc-salé de gratification ou aumône) ;
- des personnages ou institutions bénéficiant de la grâce royale (franc-salé de privilège) ;
- les pauvres (en 1724 : feux imposés à la taille en dessous de 30 sous)[30] et en Béarn les cagots ;
- les pays rédimés et exempts (chapitre Pays de gabelle) ;
- certaines villes, notamment Paris et Versailles, bénéficient également de privilèges.

### Pays de gabelle

Carte des gabelles en 1789.

La perception de la gabelle n'est pas uniforme. L'ordonnance du mois de mai 1680, sur le fait des gabelles, entérina la division du royaume en six ensembles obéissant à des règles différentes : les pays de grande gabelle, de petite gabelle, de salines, rédimés, de quart-bouillon et de franc-salé.
 Dans les « pays de grande gabelle » (en brun sur la carte ci-contre, avec Paris en son centre),,, on devait acheter obligatoirement une quantité fixe annuelle de sel, ce qui transforme la gabelle en un véritable impôt direct. Il s'agissait des douze généralités suivantes : Paris (Île-de-France) ; Amiens et Soissons (Picardie) ; Châlons (Champagne) ; Dijon (Bourgogne) ; Orléans (Orléanais) ; Moulins (Bourbonnais) ; Bourges (Berry) ; Tours (Anjou, Maine et Touraine) ; Caen (Basse-Normandie, à l'exception des pays de quart-bouillon), Alençon (Moyenne-Normandie et Perche) et Rouen (Haute-Normandie).
 Dans les « pays de petite gabelle » (en rouge, dans le sud-est), la vente du sel était assurée par des greniers à sel, mais la consommation y était généralement libre. Il s'agissait des généralités suivantes : Lyon (Beaujolais, Forez et Lyonnais) ; Grenoble (Dauphiné) ; Rouergue ; Aix (Provence), Montpellier et Toulouse (Languedoc, Vivarais et Gévaudan) ; Perpignan (Roussillon). Mâconnais, Bugey, Bresse, pays de Dombes et une petite partie de l'Auvergne.
 Les « pays de salines » (orange foncé, au nord-est) étaient les généralités de Nancy (Lorraine), Besançon (Franche-Comté), Metz (Trois-Évêchés). Rethelois, duché de Bar, une partie de l'Alsace et du Clermontois.
 Dans le « pays de quart-bouillon » (orange clair, Cotentin et environs),,, le sel était récolté en faisant bouillir une saumure obtenue grâce au lessivage de sable imprégné de sel de mer. Les salines versaient le quart de leur fabrication aux greniers du roi. Il comprend, à l'époque moderne, le bailliage de Cotentin, les vicomtés de Domfront et de Vire, cinq sergenteries de la vicomté de Bayeux (Isigny, Cerisy, Saint-Clair, Thorigny et Les Veys) ainsi que, enclavées dans le pays d'Auge, les quatre paroisses de Bonneville-sur-Touques, Saint-Pierre-de-Touques, Saint-Thomas-de-Touques et Trouville (auj. Trouville-sur-Mer).
 Les « pays rédimés » (rose foncé, sud-ouest), avaient, par un versement forfaitaires sous Henri II pour 1 750 000 livres de l'époque, acheté une exemption à perpétuité : Poitou, Limousin, Auvergne en partie, Saintonge, Angoumois, Périgord, Quercy, Bordelais, Guyenne, des pays de Foix, de Bigorre et de Comminges.
 Les « pays exempts » (rose clair : Flandre, Bretagne, Béarn, Corse, etc.), ou pays de franc-salé,, qui sont les provinces qui ne la subissaient pas avant leur rattachement à la couronne, étaient les pays exemptés de tout droit de gabelle. Il s'agissait de la Bretagne, du Bas-Poitou, du Boulonnais, du Calaisis, de l'Artois, de la Flandre, du Hainaut, du Cambrésis, la principauté de Sedan et de Raucourt, du pays de Gex, du territoire d'Arles, du Nébouzan, du Béarn, de la Soule, de la Basse-Navarre, du Labourd, de l'île de Ré, de l'île d'Oléron, et d'une partie de l'Aunis.

#### Exemple
La Croixille, actuellement dans le département de la Mayenne, paroisse du Maine, province de grande gabelle, est limitrophe de la Bretagne, province de franc salé. L'énorme disproportion entre le prix du sel dans les deux provinces entraînait, sur la frontière constituée par le fleuve la Vilaine, une contrebande et une guérilla perpétuelle entre les gabelous et les faux-sauniers et ce, malgré les rigueurs de la loi. Lorsque la Bretagne fut rattachée au royaume de France, ce fut sous la condition que ses privilèges, droits et coutumes seraient inchangés. L'impôt sur le sel ne lui a donc pas été appliqué. C'est ainsi que, quand le sel valait 11 à 13 sols la livre à La Croixille, il ne valait, dans la paroisse limitrophe, qu'un sol. En d'autres termes, le sel se payait, à La Croixille, 55 à 60 livres le minot (environ 50 kg) alors que sur l'autre rive de la Vilaine, en Bretagne, pays franc, il ne valait que 2 à 3 livres.
Cet impôt instaure une séparation radicale entre la Bretagne et l'Anjou et le Maine et amène une contrebande effrénée à chaque frontière de pays franc et de pays de grande gabelle. C'est la création, selon Françoise de Person, d'« un pays en marge, celui où la fraude est reine ».

## Contrebande
La gabelle du sel compte parmi les taxes les plus impopulaires et a engendré une contrebande spécifique, le faux-saunage exercé par des « faux-sauniers » ou « faux-saulniers ».
Un des faux-sauniers les plus connus pour le nombre de ses arrestations (ainsi que les autres membres de sa famille) est Jean Chouan. Edmond Jean François Barbier indique dans son ouvrage, que les faux-sauniers existaient surtout en Champagne et en Picardie, et formaient des bandes nombreuses qui luttaient souvent contre les troupes royales. En décembre 1718 il indique que « tous les faux sauniers qui sont répandus autour de Paris, sont sous le commandement des sieurs de Colingri et de Rasoir, qui sont des officiers qui ont servi pendant quinze ans et que ceux-ci ont pris prétexte du faux sel pour se disperser de côté et d'autre. Ils sont au nombre de cinq ou six mille, peut-être même davantage. Ils ne font de tort dans aucun endroit où ils passent, ils ont de l'argent, et l'on s'était toujours méfié de la qualité de ces gens-là, car on n'a jamais vu six mille faux-sauniers autour de Paris. »
De Colingri Ou Colinery était un chef de contrebandiers, qui après avoir été gracié en Picardie, alla recommencer en Poitou, où il fut arrêté en 1724.
Le faux-saunier était un contrebandier qui allait acheter, par exemple en Bretagne, sur l'autre rive de la Vilaine, du sel qu'il revendait dans le Maine, après l'avoir fait passer en fraude sans payer la gabelle. Il encourait la condamnation aux galères s'il travaillait sans arme, la peine de mort s'il avait des armes. Entre 1730 et 1743, 585 faux-sauniers furent déportés en Nouvelle-France pour aider au peuplement de la colonie. Les faux-sauniers sélectionnés pour aller en Amérique étaient principalement choisis pour répondre à des besoins économiques. Ces derniers étaient alors essentiellement des journaliers, des laboureurs, des charpentiers, des forgerons, des tonneliers et des charbonniers. Rendus en Nouvelle-France, les faux-sauniers exercent des activités à 73 % liées à l'agriculture et à l'artisanerie. Les autres se tournent principalement vers le commerce en étant marchands ou négociants.
De même, au fil de la Loire, la grande route du sel depuis les marais de l'Atlantique jusqu'au cœur de la France amène une contrebande effrénée sur terre comme sur eau.
Sous Louis XVI, la situation n'avait pas changé. En Bretagne, la livre de sel coûtait au plus un liard et demi (⅜ sous) quand dans le Maine « pays de gabelle », elle se payait 12 à 13 sous ; d'où la fréquence de la contrebande ou « faux-saunage ». 
Les chemins de la contrebande pouvaient mener à la misère, à la prison, voire aux galères. Faux-saunier, à l'imitation d'une population en quête de sa survie, Jean Chouan est le représentant d'un combat contre un régime fiscal inique. On estimait[Qui ?] qu'il y avait près de la moitié de la population riveraine des marches de Bretagne qui vivait plus ou moins de ce faux-saunage, soit comme transporteur, soit comme receleur, soit comme revendeur.
La législation contre les fraudes est sévère : les peines vont du fouet et de la flétrissure aux galères, à la déportation et à la peine de mort. La dureté des punitions semble avoir été sans effet sur la contrebande qui représente un quart de la consommation de sel dans les pays de « petite gabelle » à la fin du XVIIe siècle et qui bénéficie de la complicité des populations jusqu'au XVIIIe siècle.

## Soulèvements populaires
La gabelle a suscité des soulèvements populaires. Le plus important d'entre eux est probablement la jacquerie des Pitauds, entre 1542 et 1548, provoquée par la tentative d'unification par François Ier des régimes de la gabelle : le Bordelais, l'Angoumois et la Saintonge se révoltent. Des notables et le gouverneur général de Guyenne sont massacrés. Le connétable Anne de Montmorency rétablit l'ordre dans le sang, mais Henri II doit fléchir et laisser les provinces revenir à leur statut antérieur. Elles seront ensuite qualifiées de « rédimées ».
En 1639, la tentative de suppression du « quart-bouillon » provoqua la révolte des Nu-pieds en Normandie.
Instaurée en 1661 en Roussillon par Louis XIV, la gabelle y est à l'origine de la révolte des Angelets (1667-1675).
En 1675, pendant la révolte des Bonnets rouges survenue en Bretagne et déclenchée par des mesures fiscales sur le papier timbré, le tabac et la vaisselle d'étain, la simple évocation de la gabelle peut mettre le feu aux poudres comme fin juillet 1675 au cours du pardon de Saint-Urlo.
À l'inverse, la suppression de la gabelle, le 1er décembre 1790, fut selon Abel Hugo l'une des causes de la chouannerie car elle réduisit à la misère plus de 2 000 familles qui ne vivaient que du commerce frauduleux du sel.

### Textes officiels
- [D. 15 avr. 1848] Décret du 15 avril 1848 portant abolition de l'impôt du sel, dans Bulletin des lois de la République française, sér. 10, t. 1, no 27, 18 avril 1848, texte no 235, p. 251-252.
- [L. 31 déc. 1945] Loi no 45-0195 du 31 décembre 1945 portant fixation du budget général (services civils) pour l'exercice 1946, dans Journal officiel de la République française : lois et décrets, vol. 78e année, no 1, 1er janvier 1946, lois, texte unique, p. 1-86.